# Били Лидъл
Уилям Бевъридж „Били“ Лидъл (на английски: William Beveridge „Billy“ Liddell), е бивш шотландски футболист, нападател. Той е един от най-резултатните играчи в историята на ФК Ливърпул и със своите 228 гола за първенство и ФА Къп е на четвърто място в голмайсторската листа на отбора, въпреки че в един или друг период от кариерата си е заемал всяка от десетте позиции на полеви играч. Към тях добавя още 82 в неофициални мачове по време на прекъсването на първенството заради Втората световна война. На клубно ниво играе единствено за Ливърпул, с който печели една шампионска титла и веднъж играе финал за ФА Къп. През 2016 г. е избран за член на Английската футболна зала на славата. Лидъл оказва такова влияние върху играта на отбора, че известно време Ливърпул е наричан „Лидълпул“. През 2006 г. телевизионният канал на Ливърпул организира анкета сред привържениците, които избират Били Лидъл на шесто място в класацията „Стоте играча, които разтресоха Коп“.

## Клубна кариера
Произлизащ от бедно миньорско семейство, Лидъл съчетава футбола с ученето на счетоводство по настояване на своите родители, които не искат и той да работи като миньор. Когато през 1938 г. подписва аматьорски, а година по-късно и професионален договор с Ливърпул, родителите му постигат договорка с отбора той да продължи обучението си и да работи на половин работен ден като счетоводител. Той е единственият играч в отбора с втора работа и тренира пълноценно по време на лятната подготовка, а в течение на сезона – по два пъти на седмица. Лидъл не успява да запише дебют за първия отбор преди първенството да бъде прекъснато заради Втората световна война. В неофициалните регионални първенства по време на войната изиграва 152 мача за Ливърпул, дебютирайки на 1 януари 1940 г. Когато няма ангажименти към Ливърпул, той играе като гостуващ футболист в други отбори, като например Челси, Кеймбридж Сити, Дънфърмлин Атлетик и др. Постъпва като доброволец в Кралските военновъздушни сили, но въпреки желанието си да стане пилот, бива обучен като навигатор заради добрите си познания по математика. След тежка контузия, получена по време на мач, Лидъл продължава обучението си в Канада, където под фалшиво име участва в мач на Торонто Скотиш. Към края на войната е причислен към 617-а Ескадрила на Кралските военновъздушни сили и участва в транспортирането на британски войници от Италия обратно към родината.
Били Лидъл прави официалния си дебют за Ливърпул в началото на януари 1945 г. в мача от турнира за ФА Къп срещу Честър Сити и отбелязва гол. През сезон 1946/47 Ливърпул печели първата си титла след 1923 г., а Лидъл допринася със седем гола и множество асистенции. През 1950 г. тимът играе финал за ФА Къп, загубен от Арсенал с 2:0, а Лидъл, който през този сезон отбелязва 20 гола във всички турнири, този път е умело пазен от Алекс Форбс и не успява да бъде полезен на отбора си. Същата година Лидъл получава оферта от неочаквано място – изключването на Колумбия от ФИФА означава, че правилата на ФИФА – най-вече тези за трансферите на футболисти – не важат за отбори от колумбийското първенство и те могат да подписват с играчи без да е нужно разрешение от техните отбори. По този начин отборите могат да пестят от трансферни суми и да предлагат космически за времето си заплати, докато в Англия важи таван на заплатите – 12 паунда седмично по време на сезона и 10 по време на лятната пауза. Агенти, работещи за Индепендиенте Санта Фе и Мийонариос, се свързват с Лидъл, но той отказва техните предложения и годишна заплата, според някои източници равняваща се на 12 хил. паунда. По-късно неговата съпруга разкрива причините – лоялността към Ливърпул и това, че малко преди това става баща на близнаци. През 1954 г. той отново отказва трансфер, този път след изпадането на Ливърпул във Втора английска дивизия.
С преместването на Лидъл на върха на атаката той започва да вкарва още повече голове, като през сезон 1954/55 отбелязва 30 в 40 мача за първенство. Това обаче не помага на Ливърпул да се класира по-напред от 11-о място във втора дивизия – най-ниското класиране в историята на отбора. През следващия сезон Лидъл е избран за капитан и продължава доброто си представяне с 32 гола във всички турнири. През сезон 1956/57 контузии налагат на Лидъл да играе като крило, но с 21 гола той отново е най-добрият голмайстор за първенство в отбора. През ноември 1957 г. подобрява рекорда на Илайша Скот за най-много мачове за първенство за Ливърпул (430). През 1958/59 вече поостарелият Лидъл губи титулярното си място и дори е пратен за няколко мача в дублиращия отбор. В началото на следващия сезон успява да се пребори за титулярното място, което запазва и след завръщането си от контузии, едната от които го вади от игра за четири месеца. В края на сезона за Ливърпул дебютира Иън Калахан, когото Лидъл обявява за свой наследник и който впоследствие подобрява рекорда на Лидъл за най-много мачове за първенство. Последният си мач за първия отбор Лидъл изиграва в началото на сезон 1960/61, когато е на 38 години и 224 дни – следвоенен рекорд за Ливърпул, подобрен от Кени Далглиш чак през 1990 г. Довършва сезона в дублиращия отбор.

## Кариера в националния отбор
За Шотландия Били Лидъл дебютира в неофициален мач срещу Англия, игран по време на Втората световна война, а впоследствие записва още седем участия в подобни мачове. Официалният му дебют се състои на 15 май 1946 г. срещу Швейцария, когато отбелязва два гола за победата с 3:1. В националния отбор Лидъл играе предимно като ляво крило. През 1951 г. Шотландия печели Домашното първенство на Великобритания, а в мача срещу Англия отбелязва решаващия гол за победата с 3:2. Шотландия се класира за световното първенство през 1954 г., но Шотландската футболна асоциация взима решение Лидъл да не пътува с отбора.

## Успехи
Ливърпул
- Първа английска дивизия:
  - Шампион (1): 1947
- ФА Къп:
  - Финалист (1): 1950

 Шотландия
- Домашно първенство на Великобритания:
  - Шампион (1): 1951
  - Вицешампион (1): 1950

Индивидуални отличия
- Член на Английската футболна зала на славата: 2016